# NHLRC1
NHLRC1‏ (NHL repeat containing E3 ubiquitin protein ligase 1) هوَ بروتين يُشَفر بواسطة جين NHLRC1 في الإنسان.